# Дом с пулями (Таганрог)
Дом с пулями — старинный двухэтажный дом в городе Таганрога.  Построен в 1810 году в Таганроге на улице Шмидта, 19 на средства дворянина Ивана Андреевич Варваци. К настоящему времени был снесён.

## История
Дом, ранее расположенный в Таганроге на улице  Шмидта, дом 19, был построен в 1810 году на средства российского дворянина греческого происхождения Ивана Андреевича Варваци.
Дом в дореволюционных открытках Таганрога обозначен как "Дом с пулями".  В 1855 году при обстреле Таганрога англо-французской эскадрой в  толстых стенах этого дома застряло 32 ядра, пули и осколки от снарядов, которые при восстановлении здания остались нетронутыми, как  память о героической обороне Таганрога.
Дом, являющийся усадьбой семьи Варваци, окружал сад.  После смерти И. А. Варваци усадьба отошла к его дочери, в замужестве Комнино-Варваци. Позднее усадьбу поделили два её сына. С 1901 года здание сдавалось в аренду, в нём размещалось Коммерческое училище. В 1906 году из-за того, что дом был расположен далеко от центра города, для училища было решено построить новое здание. Новое здание было построено и освящено в 1910 году. В 1910-х году дом стал принадлежать саулу, командиру Донского лейб-гвардии 52-го казачьего полка Борису Ростиславовичу Хрещатицкому.
Во время Первой мировой войны в здании размещалась Изяславская мужская гимназия, которую эвакуировали из Украины. 27 января 1917 года в доме произошел пожар.
К настоящему времени дом разрушен для освобождения в 90-х годах территории под строительство нового 10-этажного жилого дома.

## Архитектурные особенности
В 1913 году при проведении земляных работ во дворе этого дома был обнаружен подземный ход, идущий от Петровской улицы к морю. Ход имел стоки для воды и был выложен красным кирпичом. Дом с колоннами на фасаде и проходе во двор до своего разрушения считался городской достопримечательностью.